# Nyctia lagnesia
Nyctia lagnesia är en tvåvingeart som beskrevs av Andy Z. Lehrer 2005. Nyctia lagnesia ingår i släktet Nyctia och familjen köttflugor.
Artens utbredningsområde är Frankrike. Inga underarter finns listade i Catalogue of Life.